# 德克萨斯城灾难

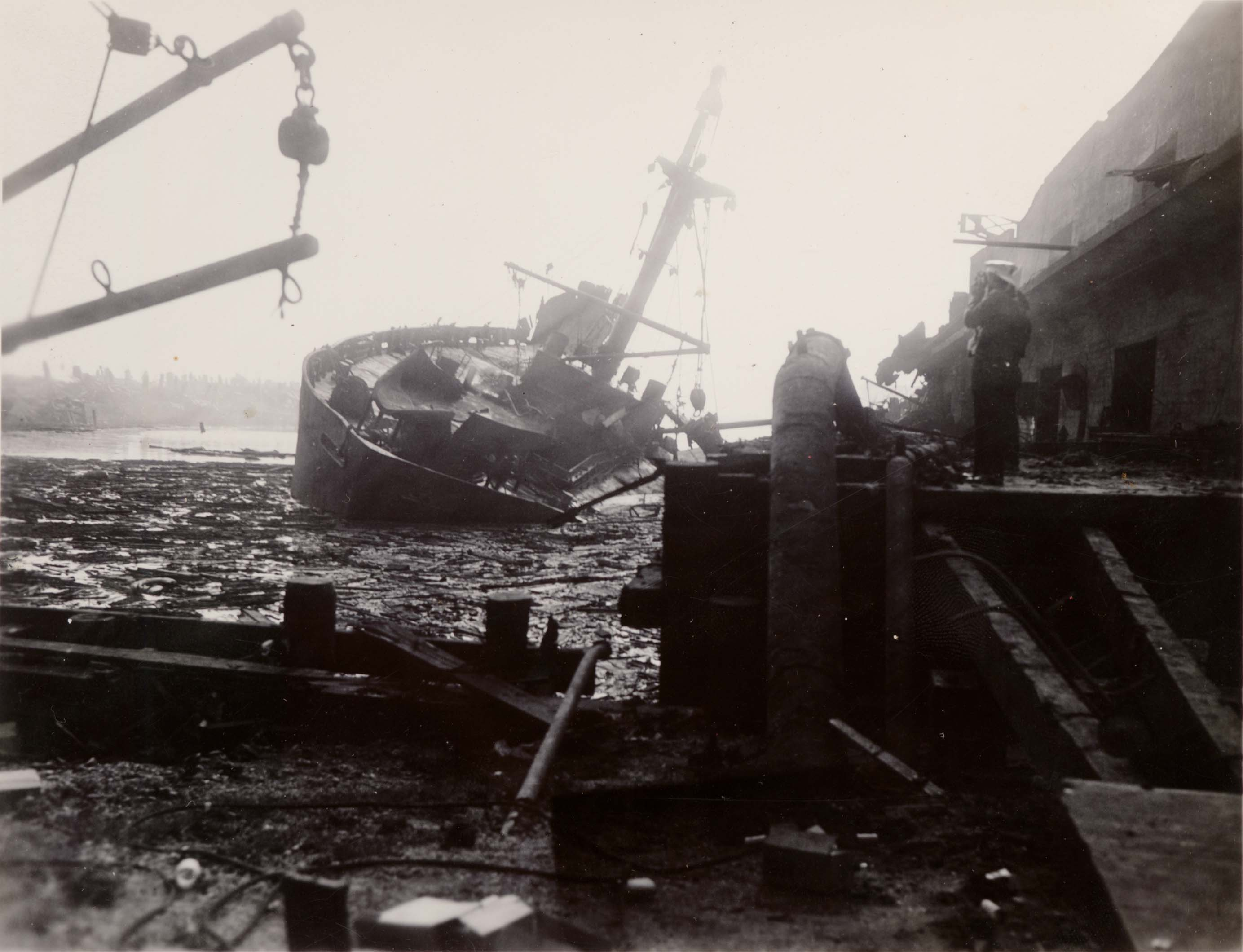
在第二次爆炸中被波及的“SS Wilson B. Keene”

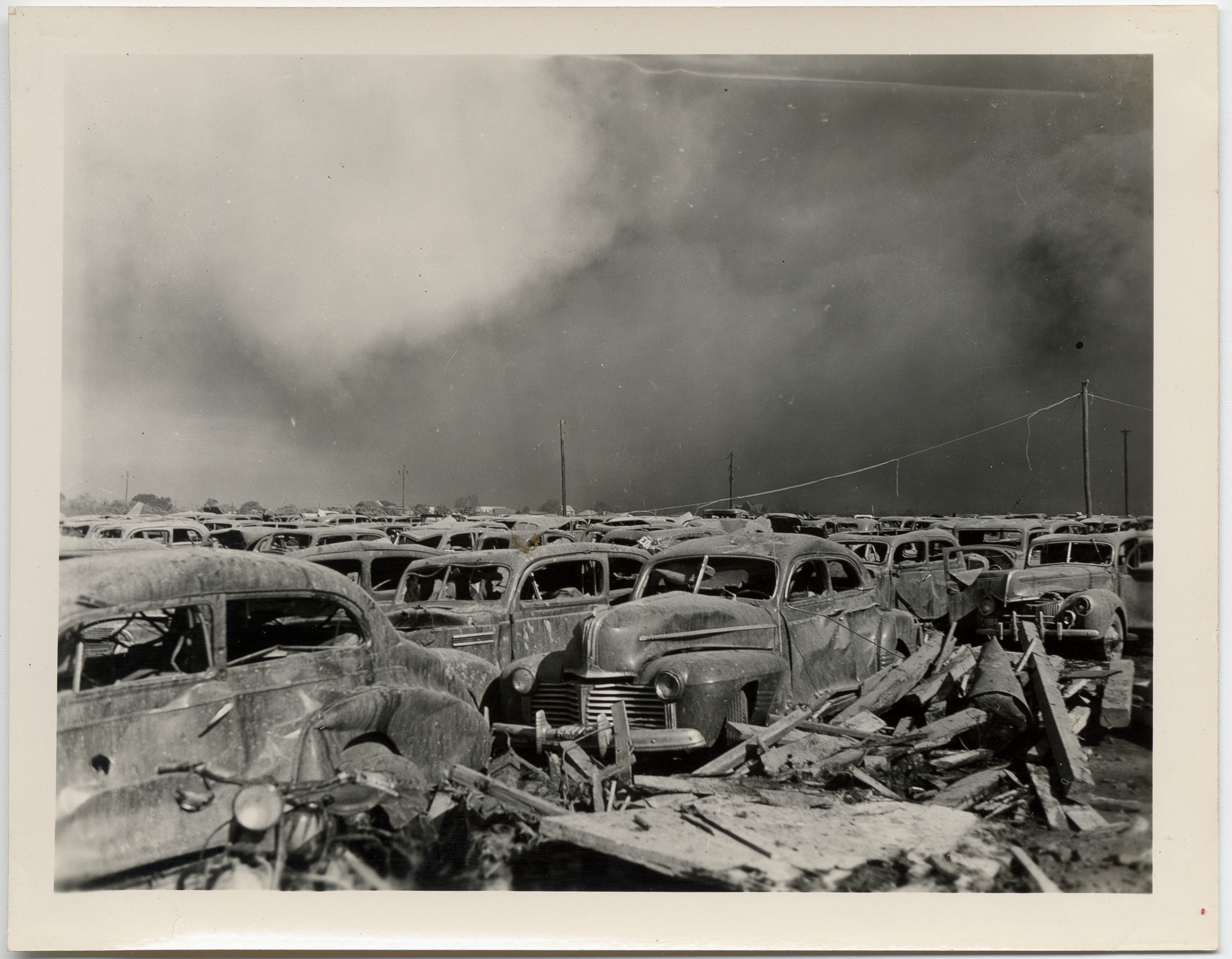
爆炸中心四分之一英里外的停車場

德克薩斯城災難（Texas City disaster）是1947年4月16日發生於美國加爾維斯頓灣、德克薩斯城港口的一起工業事故。它是美國歷史上傷亡最慘重的工業事故，也是人類歷史上最大的非核爆炸。當時停泊在德克薩斯城港口的一艘法籍船隻“SS Grandcamp”號上載有2,000公噸（2,000長噸；2,200短噸）的硝酸铵，當地時間早上八點左右有人看到船上冒煙，并開始滅火，但火情無法控制。早上9點12分船隻上的硝酸銨爆炸，并引燃了附近的油庫。這場爆炸導致超過五千人受傷，至少581人喪生，德克薩斯城的消防人員只有一人倖存，這也使得此事件成為美国最多消防员殉职的灾难之一。

## 外部連接
- 官方最終報道：538-550 （页面存档备份，存于）
- Supreme Court opinion, Dalehite v. U.S., 1953 （页面存档备份，存于）
- 1947 Texas City Disaster Web Exhibit from the Moore Memorial Public Library in Texas City
- "The Explosion: 50 years later, Texas City still remembers." - Collection of articles by the Houston Chronicle

29°22′39″N 94°53′29″W / 29.37750°N 94.89139°W